# The Doobie Brothers/Diskografie
Diese Diskografie ist eine Übersicht über die musikalischen Werke der US-amerikanischen Rockband The Doobie Brothers. Den Schallplattenauszeichnungen zufolge hat sie bisher mehr als 27 Millionen Tonträger verkauft, davon alleine in ihrer Heimat über 24 Millionen. Ihre erfolgreichste Veröffentlichung ist das Album Best of the Doobies mit über 10,2 Millionen verkauften Einheiten.

## Alben

### Studioalben
| Jahr | Titel                               | Höchstplatzierung, Gesamtwochen, AuszeichnungChartplatzierungen (Jahr, Titel, Platzierungen, Wochen, Auszeichnungen, Anmerkungen) | Höchstplatzierung, Gesamtwochen, AuszeichnungChartplatzierungen (Jahr, Titel, Platzierungen, Wochen, Auszeichnungen, Anmerkungen) | Höchstplatzierung, Gesamtwochen, AuszeichnungChartplatzierungen (Jahr, Titel, Platzierungen, Wochen, Auszeichnungen, Anmerkungen) | Höchstplatzierung, Gesamtwochen, AuszeichnungChartplatzierungen (Jahr, Titel, Platzierungen, Wochen, Auszeichnungen, Anmerkungen) | Anmerkungen                                   |
| Jahr | Titel                               | DE | CH | UK | US | Anmerkungen                                   |
| ---- | ----------------------------------- | --- | --- | --- | --- | --------------------------------------------- |
| 1971 | The Doobie Brothers                 | — | — | — | — | Erstveröffentlichung: 30. April 1971          |
| 1972 | Toulouse Street                     | — | — | — | US21 Platin · (119 Wo.)US | Erstveröffentlichung: Juli 1972               |
| 1973 | The Captain and Me                  | — | — | — | US7 ×2Doppelplatin · (102 Wo.)US                                                                                                  | Erstveröffentlichung: 2. März 1973            |
| 1974 | What Were Once Vices Are Now Habits | — | — | UK19 Silber · (10 Wo.)UK | US4 ×2Doppelplatin · (62 Wo.)US                                                                                                   | Erstveröffentlichung: 1. Februar 1974         |
| 1975 | Stampede                            | — | — | UK14 Silber · (11 Wo.)UK | US4 Gold · (25 Wo.)US | Erstveröffentlichung: 25. April 1975          |
| 1976 | Takin’ It to the Streets            | — | — | UK42 Silber · (2 Wo.)UK | US8 Platin · (44 Wo.)US | Erstveröffentlichung: 19. März 1976           |
| 1977 | Livin’ on the Fault Line            | — | — | UK25 (5 Wo.)UK | US10 Gold · (21 Wo.)US | Erstveröffentlichung: 19. August 1977         |
| 1978 | Minute by Minute                    | — | — | — | US1 ×3Dreifachplatin · (87 Wo.)US                                                                                                 | Erstveröffentlichung: 1. Dezember 1978 Grammy |
| 1980 | One Step Closer                     | — | — | UK53 (2 Wo.)UK | US3 Platin · (28 Wo.)US | Erstveröffentlichung: 17. September 1980      |
| 1989 | Cycles                              | — | — | — | US17 Gold · (20 Wo.)US | Erstveröffentlichung: April 1989              |
| 1991 | Brotherhood                         | — | — | — | US82 (9 Wo.)US | Erstveröffentlichung: 15. April 1991          |
| 1993 | Introducing the Doobie Brothers     | — | — | — | — | Erstveröffentlichung: 1993                    |
| 2000 | Sibling Rivalry                     | — | — | — | — | Erstveröffentlichung: 3. Oktober 2000         |
| 2010 | World Gone Crazy                    | — | — | — | US39 (2 Wo.)US | Erstveröffentlichung: September 2010          |
| 2014 | Southbound                          | — | — | — | US16 (3 Wo.)US | Erstveröffentlichung: 31. Oktober 2014        |
| 2021 | Liberté                             | — | CH42 (1 Wo.)CH | — | — | Erstveröffentlichung: 29. Oktober 2021        |
| 2025 | Walk This Road                      | — | CH29 (1 Wo.)CH | UK92 (1 Wo.)UK | US76 (1 Wo.)US | Erstveröffentlichung: 6. Juni 2025            |

grau schraffiert: keine Chartdaten aus diesem Jahr verfügbar

### Livealben
| Jahr | Titel         | Höchstplatzierung, Gesamtwochen, AuszeichnungChartplatzierungen (Jahr, Titel, Platzierungen, Wochen, Auszeichnungen, Anmerkungen) | Höchstplatzierung, Gesamtwochen, AuszeichnungChartplatzierungen (Jahr, Titel, Platzierungen, Wochen, Auszeichnungen, Anmerkungen) | Höchstplatzierung, Gesamtwochen, AuszeichnungChartplatzierungen (Jahr, Titel, Platzierungen, Wochen, Auszeichnungen, Anmerkungen) | Höchstplatzierung, Gesamtwochen, AuszeichnungChartplatzierungen (Jahr, Titel, Platzierungen, Wochen, Auszeichnungen, Anmerkungen) | Anmerkungen                        |
| Jahr | Titel         | DE | CH | UK | US | Anmerkungen                        |
| ---- | ------------- | --- | --- | --- | --- | ---------------------------------- |
| 1983 | Farewell Tour | — | — | — | US79 (9 Wo.)US | Erstveröffentlichung: 1. Juni 1983 |

Weitere Livealben
- 1979: The Doobie Brothers Live! Wild West Coast
- 1996: Rockin’ Down the Highway: The Wildlife Concert
- 1999: Best Of: Live
- 2003: Divided Highway
- 2004: Live at Wolf Trap
- 2011: Live at the Greek Theater 1982
- 2019: Live from the Beacon Theatre

### Kompilationen
| Jahr | Titel                          | Höchstplatzierung, Gesamtwochen, AuszeichnungChartplatzierungen (Jahr, Titel, Platzierungen, Wochen, Auszeichnungen, Anmerkungen) | Höchstplatzierung, Gesamtwochen, AuszeichnungChartplatzierungen (Jahr, Titel, Platzierungen, Wochen, Auszeichnungen, Anmerkungen) | Höchstplatzierung, Gesamtwochen, AuszeichnungChartplatzierungen (Jahr, Titel, Platzierungen, Wochen, Auszeichnungen, Anmerkungen) | Höchstplatzierung, Gesamtwochen, AuszeichnungChartplatzierungen (Jahr, Titel, Platzierungen, Wochen, Auszeichnungen, Anmerkungen) | Anmerkungen                            |
| Jahr | Titel                          | DE | CH | UK | US | Anmerkungen                            |
| ---- | ------------------------------ | --- | --- | --- | --- | -------------------------------------- |
| 1976 | Best of the Doobies            | — | — | UK— SilberUK | US5 Diamant · (93 Wo.)US | Erstveröffentlichung: 29. Oktober 1976 |
| 1981 | Best of the Doobies, Volume II | — | — | — | US39 Gold · (15 Wo.)US | Erstveröffentlichung: November 1981    |
| 2001 | Greatest Hits                  | — | — | UK45 Silber · (3 Wo.)UK | US142 (2 Wo.)US | Erstveröffentlichung: September 2001   |

grau schraffiert: keine Chartdaten aus diesem Jahr verfügbar
Weitere Kompilationen
- 1974: Listen to the Music: The Best Of
- 1993: Listen to the Music: The Very Best Of (UK: Gold)
- 1999: Long Train Runnin’: 1970–2000
- 2002: Doobie’s Choice
- 2007: The Very Best Of (UK: Silber)

## Singles
| Jahr | Titel Album                                                      | Höchstplatzierung, Gesamtwochen, AuszeichnungChartplatzierungen (Jahr, Titel, Album, Platzierungen, Wochen, Auszeichnungen, Anmerkungen) | Höchstplatzierung, Gesamtwochen, AuszeichnungChartplatzierungen (Jahr, Titel, Album, Platzierungen, Wochen, Auszeichnungen, Anmerkungen) | Höchstplatzierung, Gesamtwochen, AuszeichnungChartplatzierungen (Jahr, Titel, Album, Platzierungen, Wochen, Auszeichnungen, Anmerkungen) | Höchstplatzierung, Gesamtwochen, AuszeichnungChartplatzierungen (Jahr, Titel, Album, Platzierungen, Wochen, Auszeichnungen, Anmerkungen) | Anmerkungen                                               |
| Jahr | Titel Album                                                      | DE | CH | UK | US | Anmerkungen                                               |
| ---- | ---------------------------------------------------------------- | --- | --- | --- | --- | --------------------------------------------------------- |
| 1971 | Nobody The Doobie Brothers                                       | — | — | — | US58 (6 Wo.)US | Erstveröffentlichung: 26. Mai 1971 Charteinstieg US: 1974 |
| 1972 | Listen to the Music Toulouse Street                              | — | — | UK29 Gold · (10 Wo.)UK | US11 (13 Wo.)US | Erstveröffentlichung: 19. Juli 1972                       |
| 1972 | Jesus Is Just Alright Toulouse Street                            | — | — | — | US35 (11 Wo.)US | Erstveröffentlichung: 15. November 1972                   |
| 1973 | Long Train Runnin’ The Captain and Me                            | DE64 (5 Wo.)DE | — | UK7 Gold · (10 Wo.)UK | US8 (18 Wo.)US | Erstveröffentlichung: 28. März 1973                       |
| 1973 | China Grove The Captain and Me                                   | — | — | — | US15 (13 Wo.)US | Erstveröffentlichung: 25. Juli 1973                       |
| 1974 | Another Park, Another Sunday What Were Once Vices Are Now Habits | — | — | — | US32 (10 Wo.)US | Erstveröffentlichung: 13. März 1974                       |
| 1974 | Eyes of Silver What Were Once Vices Are Now Habits               | — | — | — | US52 (8 Wo.)US | Erstveröffentlichung: 26. Juni 1974                       |
| 1974 | Black Water What Were Once Vices Are Now Habits                  | — | — | — | US1 Gold · (17 Wo.)US | Erstveröffentlichung: 15. November 1974                   |
| 1975 | Take Me in Your Arms (Rock Me a Little While) Stampede           | — | — | UK29 (5 Wo.)UK | US11 (12 Wo.)US | Erstveröffentlichung: 23. April 1975                      |
| 1975 | Sweet Maxine Stampede                                            | — | — | — | US40 (7 Wo.)US | Erstveröffentlichung: 8. Juli 1975                        |
| 1975 | I Cheat the Hangman Stampede                                     | — | — | — | US60 (4 Wo.)US | Erstveröffentlichung: 12. November 1975                   |
| 1976 | Takin’ It to the Streets                                         | — | — | — | US13 (13 Wo.)US | Erstveröffentlichung: 17. März 1976                       |
| 1976 | Wheels of Fortune Takin’ It to the Streets                       | — | — | — | US87 (2 Wo.)US | Erstveröffentlichung: Juli 1976                           |
| 1976 | It Keeps You Runnin’ Takin’ It to the Streets                    | — | — | — | US37 (14 Wo.)US | Erstveröffentlichung: 5. Oktober 1976                     |
| 1977 | Little Darling (I Need You) Livin’ on the Fault Line             | — | — | — | US48 (7 Wo.)US | Erstveröffentlichung: 23. Juli 1977                       |
| 1977 | Echoes of Love Livin’ on the Fault Line                          | — | — | — | US66 (7 Wo.)US | Erstveröffentlichung: 21. September 1977                  |
| 1979 | What a Fool Believes Minute by Minute                            | — | — | UK31 Gold · (14 Wo.)UK | US1 Gold · (20 Wo.)US | Erstveröffentlichung: Januar 1979                         |
| 1979 | Minute by Minute                                                 | — | — | UK47 (4 Wo.)UK | US14 (14 Wo.)US | Erstveröffentlichung: 25. April 1979                      |
| 1979 | Dependin’ on You Minute by Minute                                | — | — | — | US25 (12 Wo.)US | Erstveröffentlichung: 25. Juli 1979                       |
| 1980 | Real Love One Step Closer                                        | — | — | — | US5 (16 Wo.)US | Erstveröffentlichung: Juli 1980                           |
| 1980 | One Step Closer                                                  | — | — | — | US24 (14 Wo.)US | Erstveröffentlichung: 24. Oktober 1980                    |
| 1980 | Wynken, Blynken and Nod In Harmony                               | — | — | — | US76 (4 Wo.)US | Erstveröffentlichung: 17. Dezember 1980                   |
| 1981 | Keep This Train A-Rollin’ One Step Closer                        | — | — | — | US62 (5 Wo.)US | Erstveröffentlichung: 28. Januar 1981                     |
| 1982 | Here to Love You Best Of: Volume II                              | — | — | — | US65 (5 Wo.)US | Erstveröffentlichung: 6. Januar 1982                      |
| 1983 | You Belong to Me Farewell Tour                                   | — | — | — | US79 (4 Wo.)US | Erstveröffentlichung: 6. Juli 1983                        |
| 1989 | The Doctor Cycles                                                | DE52 (11 Wo.)DE | — | UK73 (2 Wo.)UK | US9 (14 Wo.)US | Erstveröffentlichung: März 1989                           |
| 1989 | Need a Little Taste of Love Cycles                               | — | — | — | US45 (9 Wo.)US | Erstveröffentlichung: 26. Juli 1989                       |

Weitere Singles
- 1989: South of the Border
- 1991: Dangerous
- 1991: Rollin' On
- 2001: Ordinary Man
- 2010: Nobody
- 2011: World Gone Crazy
- 2022: Easy
- 2025: Learn to Let Go

## Videoalben
| Jahr | Titel                        | Höchstplatzierung, Gesamtwochen, AuszeichnungChartplatzierungen (Jahr, Titel, Platzierungen, Wochen, Auszeichnungen, Anmerkungen) | Höchstplatzierung, Gesamtwochen, AuszeichnungChartplatzierungen (Jahr, Titel, Platzierungen, Wochen, Auszeichnungen, Anmerkungen) | Höchstplatzierung, Gesamtwochen, AuszeichnungChartplatzierungen (Jahr, Titel, Platzierungen, Wochen, Auszeichnungen, Anmerkungen) | Höchstplatzierung, Gesamtwochen, AuszeichnungChartplatzierungen (Jahr, Titel, Platzierungen, Wochen, Auszeichnungen, Anmerkungen) | Anmerkungen                |
| Jahr | Titel                        | DE | CH | UK | US | Anmerkungen                |
| ---- | ---------------------------- | --- | --- | --- | --- | -------------------------- |
| 2019 | Live from the Beacon Theatre | — | — | UK39 (1 Wo.)UK | — | Erstveröffentlichung: 2019 |

## Statistik

### Chartauswertung
|                     | DE    | CH    | UK    | US     |
| ------------------- | ----- | ----- | ----- | ------ |
| Nummer-eins-Alben   | DE—DE | CH—CH | UK—UK | US1US  |
| Top-10-Alben        | DE—DE | CH—CH | UK—UK | US8US  |
| Alben in den Charts | DE—DE | CH2CH | UK7UK | US17US |

|                       | DE    | CH    | UK    | US     |
| --------------------- | ----- | ----- | ----- | ------ |
| Nummer-eins-Singles   | DE—DE | CH—CH | UK—UK | US2US  |
| Top-10-Singles        | DE—DE | CH—CH | UK1UK | US5US  |
| Singles in den Charts | DE2DE | CH—CH | UK6UK | US27US |

### Auszeichnungen für Musikverkäufe
| Goldene Schallplatte - Australien - 2000: für das Album Best of the Doobies, Volume II - 2010: für das Videoalbum Live at Wolf Trap - Italien - 2024: für das Album Long Train Runnin’ - Kanada - 1995: für das Album Listen to the Music: The Very Best Of - Neuseeland - 1979: für das Album Minute by Minute - 2010: für das Videoalbum Live at Wolf Trap - 2024: für das Album Toulouse Street - 2024: für das Album The Captain and Me - Niederlande - 2005: für das Album The Best of - Spanien - 2024: für das Album Long Train Runnin’ Platin-Schallplatte - Kanada - 1979: für das Album Minute by Minute - 1989: für das Album Cycles | 2× Platin-Schallplatte - Australien - 2002: für das Album Listen to the Music: The Very Best Of - Kanada - 1978: für das Album Best of the Doobies - Neuseeland - 2023: für das Album Long Train Runnin’ - 2024: für die Single What a Fool Believes 3× Platin-Schallplatte - Australien - 1996: für das Album Best of the Doobies - Neuseeland - 1977: für das Album Best of the Doobies 4× Platin-Schallplatte - Neuseeland - 2000: für das Album Listen to the Music: The Very Best Of 6× Platin-Schallplatte - Neuseeland - 2024: für die Single Listen to the Music |

Anmerkung: Auszeichnungen in Ländern aus den Charttabellen bzw. Chartboxen sind in ebendiesen zu finden.
| Land/RegionAuszeichnungen für Musikverkäufe (Land/Region, Auszeichnungen, Verkäufe, Quellen) | Silber     | Gold       | Platin       | Diamant  | Verkäufe   | Quellen                   |
| -------------------------------------------------------------------------------------------- | ---------- | ---------- | ------------ | -------- | ---------- | ------------------------- |
| Australien (ARIA)                                                                            | —          | 2× Gold2   | 5× Platin5   | —        | 392.500    | aria.com.au               |
| Italien (FIMI)                                                                               | —          | Gold1      | —            | —        | 50.000     | fimi.it                   |
| Kanada (MC)                                                                                  | —          | Gold1      | 4× Platin4   | —        | 450.000    | musiccanada.com           |
| Neuseeland (RMNZ)                                                                            | —          | 4× Gold4   | 17× Platin17 | —        | 447.500    | radioscope.net.nz NZ2 NZ3 |
| Niederlande (NVPI)                                                                           | —          | Gold1      | —            | —        | 40.000     | nvpi.nl                   |
| Spanien (Promusicae)                                                                         | —          | Gold1      | —            | —        | 30.000     | elportaldemusica.es       |
| Vereinigte Staaten (RIAA)                                                                    | —          | 6× Gold6   | 10× Platin10 | Diamant1 | 24.000.000 | riaa.com                  |
| Vereinigtes Königreich (BPI)                                                                 | 6× Silber6 | 4× Gold4   | —            | —        | 1.660.000  | bpi.co.uk                 |
| Insgesamt                                                                                    | 6× Silber6 | 20× Gold20 | 36× Platin36 | Diamant1 |            |                           |